# World Channel
World Channel, conocido simplemente como World, anteriormente llamado PBS World, es una canal de televisión pública multiplexado digital estadounidense el cual pertenece y es operado por la fundación educativa WGBH. World es distribuido por American Public Television y la National Educational Telecommunications Association. Su programación cubre temas tales como ciencia, naturaleza, noticias y asuntos de interés público. La programación es proporcionada por diferentes instituciones, así como por otros socios como WNET y WGBH, y se transmite principalmente a través de los subcanales digitales de las estaciones miembro de PBS .

## Antecedentes
En 2004, la Fundación John S. y James L. Knight otorgó fondos a PBS para desarrollar un canal de temas de interés público llamado Public Square, dado que se acercaba la transición digital, lo que permitió que las estaciones transmitieran desde entonces múltiples canales. La Fundación Knight anunció una subvención de apoyo a PBS para lanzar este canal el 14 de diciembre de 2004 en la Cumbre de Iniciativas para un Futuro Digital. PBS tendría que recaudar el doble del monto de la subvención para obtener la subvención de la fundación. Además, la fundación otorgó una subvención a PBS para el primer piloto de programa previsto para el nuevo canal. El programa Global Watch iba a ser coproducido por KCET y KQED. El piloto se emitió en la transmisión nacional de PBS, mientras que la serie solo continuaría en el nuevo Public Square. PBS también estaba discutiendo con WGBH y WNET para fusionar la iniciativa de Public Square con World.

## Programas
World emite un bloque documental central de tres horas cuatro veces al día, con otros programas que circulan en las otras 12 horas. Esto brinda a los espectadores mayores oportunidades de ver un programa, que puede mostrarse de 4 a 8 veces a la semana.

### Programación actual
- AfroPoP: el intercambio cultural definitivo
- America ReFramed
- Noticias DW
- The Day
- NHK Newsline
- Doc World
- Local, USA
- Stories from the Stage

Bloque de programación Public Square
- Global Watch[1]